# William Eklund
William Eklund (Haninge, 12 ottobre 2002) è un hockeista su ghiaccio svedese che gioca nei San Jose Sharks della National Hockey League (NHL). Eklund è figlio dell'ex giocatore di hockey su ghiaccio Christian Eklund, che ha giocato anche nella sua ex squadra Djurgårdens IF.

## Carriera
William Eklund ha esordito nella Swedish Hockey League (SHL) il 4 gennaio 2020, giocando per il Djurgårdens IF nella vittoria per 4-2 in trasferta contro l'IK Oskarshamn. Ha giocato un totale di 20 partite di stagione regolare, segnando due punti nel resto della stagione 2019-20 della SHL. Ha poi collezionato cinque punti nelle prime otto partite della stagione 2020-21 della SHL. Considerato il miglior prospetto internazionale dall'NHL Central Scouting, è stato selezionato come settimo assoluto dai San Jose Sharks nell'NHL Entry Draft 2021.
Il 16 agosto 2021, Eklund ha firmato un contratto triennale entry-level con i San Jose Sharks. Ha esordito nella NHL il 16 ottobre, nella vittoria per 4-3 contro i Winnipeg Jets, dove ha anche registrato il suo primo punto, un assist. Dopo aver giocato nove partite con gli Sharks, il 5 novembre è stato nuovamente assegnato alla precedente squadra svedese. Eklund ha segnato il suo primo gol nella NHL il 14 marzo 2023, nella sconfitta per 6-5 ai supplementari contro i Columbus Blue Jackets.

### Carriera in nazionale
Eklund è stato inserito nella rosa preliminare della squadra juniores della Svezia in vista dei Campionati mondiali juniores di hockey su ghiaccio del 2021, ma è risultato positivo al test COVID-19, venendo così escluso dalla rosa definitiva del torneo.
Eklund ha esordito con la nazionale senior svedese il 28 aprile 2021, in un'amichevole contro la Danimarca, dove ha segnato un gol e fatto un assist.

## Statistiche
Statistiche aggiornate a luglio 2024.

### Giocatore

#### Club
| 2018–19    | Djurgårdens IF     | U20        | 13 | 1  | 2  | 3  | 6  | 8 | 2 | 6 | 0 |   |
| 2019–20    | Djurgårdens IF     | U20        | 31 | 12 | 24 | 36 | 22 | — | — | — | — | — |
| 2019–20    | Djurgårdens IF     | SHL        | 20 | 0  | 2  | 2  | 4  | — | — | — | — | — |
| 2020–21    | Djurgårdens IF     | SHL        | 40 | 11 | 12 | 23 | 2  | 3 | 1 | 1 | 2 | 2 |
| 2021–22    | San Jose Sharks    | NHL        | 9  | 0  | 4  | 4  | 2  | — | — | — | — | — |
| 2021–22    | Djurgårdens IF     | SHL        | 29 | 1  | 13 | 14 | 4  | — | — | — | — | — |
| 2022–23    | San Jose Barracuda | AHL        | 54 | 17 | 24 | 41 | 43 | — | — | — | — | — |
| 2022–23    | San Jose Sharks    | NHL        | 8  | 2  | 1  | 3  | 6  | — | — | — | — | — |
| 2023–24    | San Jose Sharks    | NHL        | 80 | 16 | 29 | 45 | 30 | — | — | — | — | — |
| Totale SHL | Totale SHL         | Totale SHL | 89 | 12 | 27 | 39 | 10 | 3 | 1 | 1 | 2 | 2 |
| Totale NHL | Totale NHL         | Totale NHL | 97 | 18 | 34 | 52 | 38 | — | — | — | — | — |

#### Nazionale
| Anno         | Team         | Evento       | Risultato    |   | GP | G | A | Pts | PIM |
| ------------ | ------------ | ------------ | ------------ | - | -- | - | - | --- | --- |
| 2019         | Svezia       | HG18         | Bronzo       | 5 | 1  | 2 | 3 | 2   |     |
| Totale punti | Totale punti | Totale punti | Totale punti | 5 | 1  | 2 | 3 | 2   |     |